# Thelypodium texanum
Thelypodium texanum är en korsblommig växtart som först beskrevs av Cory, och fick sitt nu gällande namn av Reed Clark Rollins. Thelypodium texanum ingår i släktet Thelypodium och familjen korsblommiga växter. Inga underarter finns listade i Catalogue of Life.